# Spec script
Spec script (lett. "sceneggiatura speculativa") è un termine gergale coniato dalla rivista Variety che indica sceneggiature cinematografiche o televisive realizzate senza committenza e messe sul mercato alla ricerca di un produttore; la sceneggiatura speculativa si distingue dunque dalla sceneggiatura realizzata sotto contratto su specifica richiesta di una produzione.

## Definizione
Chi scrive una sceneggiatura speculativa è per lo più, ma non esclusivamente, uno sconosciuto alle prime esperienze alla ricerca di un'occasione per debuttare professionalmente; la vendita di tale tipo di sceneggiatura non è mai facile: l'autore deve essere seguito da un buon agente che, soprattutto nel sistema hollywoodiano, è indispensabile per far arrivare a un produttore il lavoro dello sceneggiatore.
Una sceneggiatura speculativa che provoca forte interesse nel mercato può essere contesa da diversi produttori, arrivando nel processo a fruttare all'autore anche svariati milioni di dollari. Nella maggior parte dei casi, però, una sceneggiatura simile non trova acquirenti e si perde nell'anonimato delle innumerevoli opere invendute; non è raro, inoltre, che una sceneggiatura acquistata non venga poi mai trasformata in pellicola cinematografica.

## Influenza culturale
- Nel 2007 Daniel Snyder ha realizzato il documentario indipendente Dreams on Spec, che racconta il processo di vendita di una sceneggiatura.